# Ахте, Егор Андреевич
Егор Андреевич Ахте (Адам Георг Агте) (1777—1826) — российский командир эпохи наполеоновских войн, генерал-майор Русской императорской армии.

## Биография
Родился 12 августа 1777 года в Аренсбурге в семье эстляндских дворян — сын коллежского асессора А. А. Агте.
Службу начал 5 июня 1792 года гефрейт-капралом (по другим сведениям, 1 января 1793 года каптенармусом) в лейб-гвардии Конном полку. В 1796 году получил звание поручик и определён в Малороссийский гренадерский полк. В 1805 году отличился в сражениях под Кремсом и Аустерлицем; награждён орденом Святого Владимира 4-й степени с бантом).

В 1806—1811 гг. участвовал в войне против турок; 12 декабря 1808 года был произведён в подполковники; с 19 ноября 1809 года — командир Малороссийского гренадерского полка. За взятие Измаила был награждён орденом Святой Анны 2-й степени, за поход за Дунай — алмазными знаками к нему. Под Рущуком был ранен картечью в левый бок; за взятие турецких укреплений при Батине 10 марта 1812 года был награждён орденом Святого Георгия 4-го класса 
В воздаяние отличного мужества и храбрости, оказанных при разбитии турецких войск 26 августа 1810 года при селении Батине, где командовал полком и, получив приказание поспешить в подкрепление колонны правого фланга, исполнил сие с особливою быстротою, причём отбил у неприятеля 5 знамён и взял в плен 56 человек.
В 1812 году Малороссийский гренадерский полк входил в 3-ю бригаду 2-й гренадерской дивизии 8-го пехотного корпуса 2-й Западной армии. Сражался под Смоленском; во время Шевардинского боя Ахте был ранен пулей в правую руку навылет; 28 августа 1812 года был назначен командиром Петербургского лейб-гвардии полка; 21 ноября «за отличную храбрость» в Бородинском сражении произведён в полковники. В ноябре 1812 года в боях под Красным был вновь ранен, награждён золотой шпагой «За храбрость» и орденом Св. Владимира 3-й степени.
В январе 1813 года был назначен шефом Санкт-Петербургского лейб-гвардии полка. Во время заграничного похода русской армии участвовал в сражениях при Лютцене, Баутцене, Дрездене, Кульме. За отличие в сражении под Лейпцигом получил 20 июля 1814 года чин генерал-майора. В 1814 году участвовал в осаде крепости Бельфор, в сражениях при Бриенн-ле-Шато, Арси-сюр-Об. При взятии Парижа  был контужен в левый бок; награждён орденом Святой Анны 1-й степени. После окончания военных действий он был назначен командиром бригады в составе 16-й пехотной дивизии.
Был уволен в отставку «за ранами» с мундиром и пенсионом полного жалованья 15 апреля 1816 года.
Умер в Кременчуге Полтавской губернии 26 августа 1826 года.